# Ronde van Frankrijk 1954
| Route van de Ronde van Frankrijk 1954. |                       |              |
| Eindklassement                         |                       |              |
| Algemeen klassement                    | Louison Bobet         | 140h 06' 05" |
| Tweede                                 | Ferdi Kübler          | + 15' 49"    |
| Derde                                  | Fritz Schär           | + 21' 46"    |
| Vierde                                 | Jean Dotto            | + 28' 21"    |
| Vijfde                                 | Jean Malléjac         | + 31' 38"    |
| Zesde                                  | Stan Ockers           | + 36' 02"    |
| Zevende                                | Louis Bergaud         | + 37' 55"    |
| Achtste                                | Vincent Vitetta       | + 41' 14"    |
| Negende                                | Jean Brankart         | + 42' 08"    |
| Tiende                                 | Gilbert Bauvin        | + 42' 21"    |
| Rode Lantaarn                          | Marcel Dierkens (69e) | + 6h 07' 29" |
| Puntenklassement                       | Ferdi Kübler          | 215,5 punten |
| Tweede                                 | Stan Ockers           | 284,5 punten |
| Derde                                  | Fritz Schär           | 286,5 punten |
| Bergklassement                         | Federico Bahamontes   | 95 punten    |
| Tweede                                 | Louison Bobet         | 53 punten    |
| Derde                                  | Richard Van Genechten | 46 punten    |
| Ploegenklassement                      | Zwitserland           | 420h 29' 57" |
| Tweede                                 | Frankrijk             | -            |
| Derde                                  | België                | -            |

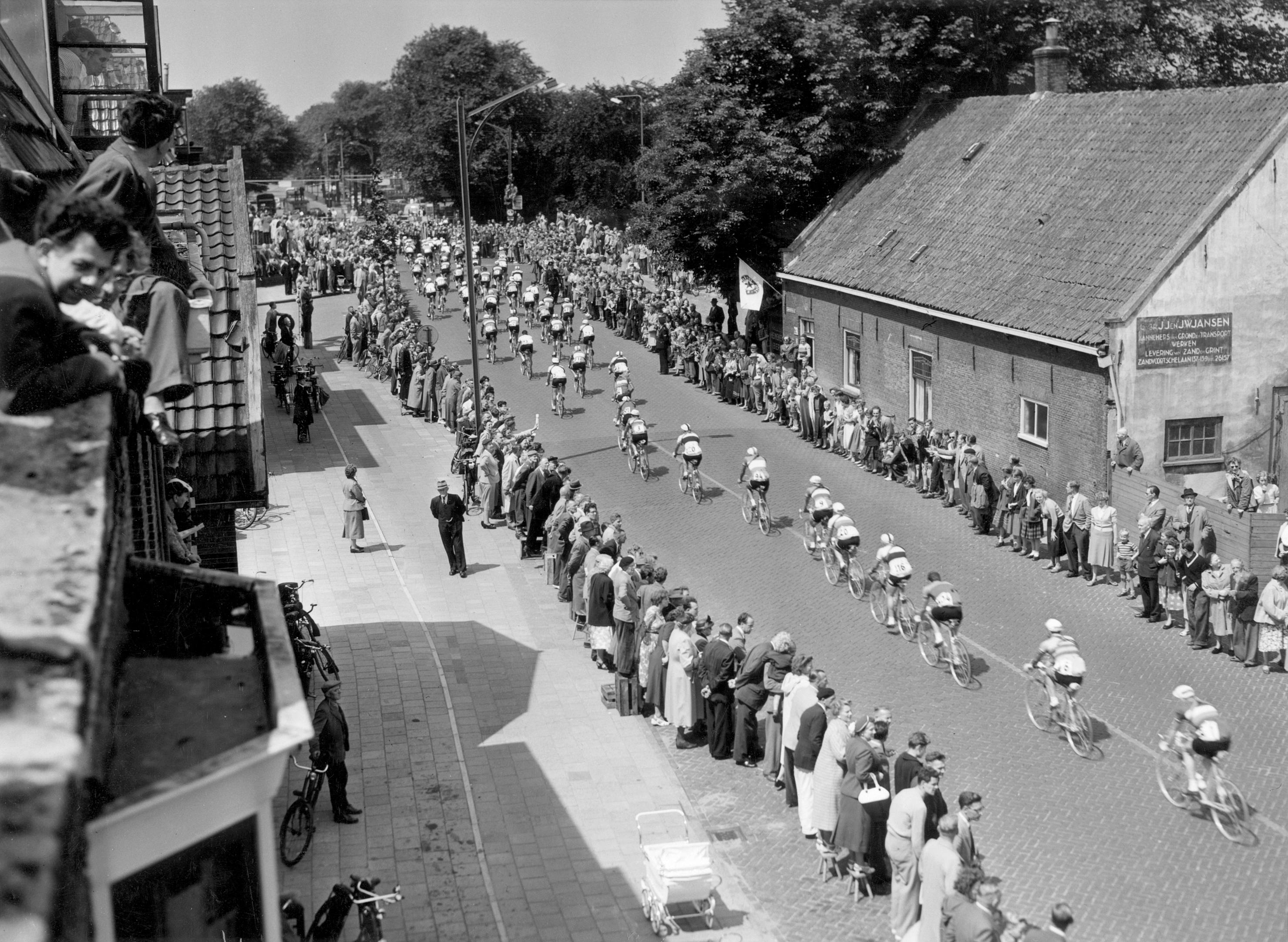
Tour de France in Nederland. Eerste etappe (Amsterdam-Brasschaat). Het peloton op de Zandvoortselaan tussen Zandvoort en Heemstede, 8 juli 1954.

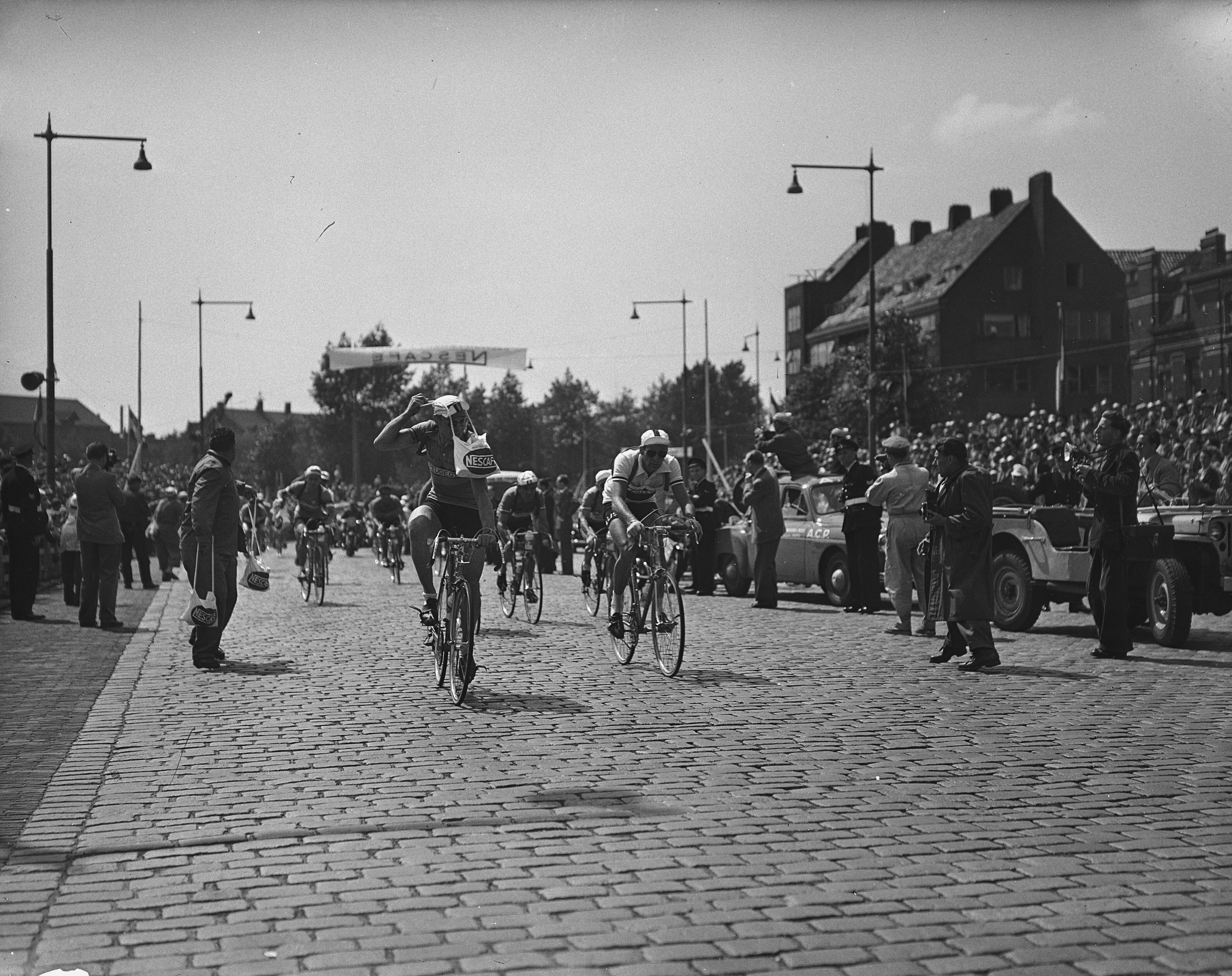
Passage van Rotterdam tijdens de eerste etappe

De 41e editie van de Ronde van Frankrijk ging van start op 8 juli 1954 in Amsterdam en eindigde op 1 augustus in Parijs. De start van de eerste etappe (Grand Départ) was voor het eerst buiten Frankrijk, en wel in Amsterdam (het Olympisch Stadion), (mede) als eerbetoon aan de Nederlandse wielrenners die in 1953 het ploegenklassement wonnen. Een andere nieuwigheid was de ploegentijdrit. Er stonden 110 renners verdeeld over 11 ploegen aan de start.
De Italianen ontbraken deze Ronde, en de belangrijkste concurrenten voor Louison Bobet, die in 1953 gewonnen had, leken de Zwitsers te worden, in het bijzonder oud-Tourwinnaars Ferdy Kübler en Hugo Koblet. In de eerste etappe ontstond meteen een kopgroep van ruim tien renners, waaronder de drie genoemde favorieten. De groep bleef vooruit, en had uiteindelijk een voorsprong van maar liefst 9 minuten. Kübler was echter door een lekke band weer teruggevallen, en had zo door pech de slag gemist. Wout Wagtmans was zeer gretig deze etappe, die in Nederland begon en door zijn woonplaats Breda voerde, en hoewel een aanval in datzelfde Breda mislukte, pakte hij wel de ritzege bij de sprint in Brasschaat. Bobet pakte zelf de tweede etappe, en nam na de door de Zwitsers gewonnen ploegentijdrit in het eerste deel van de vierde etappe de gele trui over van Wagtmans. Later won Wagtmans de trui weer terug. Nog voor de eerste Pyreneeënetappe kwam het nogmaals tot een strijd: Koblet lag 4 minuten achter door een val, en de Zwitsers moesten alles op alles zetten om hem bij het peloton terug te brengen.
In de eerste Pyreneeënetappe viel Koblet opnieuw, tijdens de afdaling van de Aubisque, en verloor nu wel 4 minuten. De volgende zware etappe betekende zijn doodsteek. Gilbert Bauvin, Federico Bahamontes en Jean Malléjac ontsnapten en deden het peloton aan stukken scheuren. Alleen Bobet hield met 2 minuten de achterstand nog beperkt, Kübler verloor al 7 minuten op de koplopers en Koblet en Wagtmans zelfs 20. Bauvin nam de gele trui van Wagtmans over, en Koblet zou de volgende etappe opgeven. In de veertiende etappe volgde een harde Zwitserse aanval, en Bauvin, die ook last had van een lekke band, en geen sterke ploeg had om hem bij te staan (hij reed niet voor de Franse nationale ploeg, maar voor Noordoost-Frankrijk), verloor bijna 8 minuten, waardoor Bobet het geel kon overnemen. In de zestiende etappe verloor Bauvin nog eens een kwartier, waarna het de Zwitsers Fritz Schär en Kübler waren die het dichtst bij Bobet bleven.
De 18e etappe bracht uiteindelijk de beslissing. Bobet en Kübler waren als enigen over bij de beklimming van de Izoard, dezelfde klim als waar Bobet het voorgaande jaar de zege veilig stelde. Ook Kübler moest lossen, en Bobet won de etappe solo. Later won hij ook nog de tijdrit, en hij sloot de Ronde af met een voorsprong van meer dan 15 minuten op Kübler op de tweede plaats.
Een opvallende rijder in deze Ronde was de Spaanse debutant Federico Bahamontes. Hij toonde zich een magnifiek klimmer, en won geheel verdiend het bergklassement. Hij was echter bang om te dalen, en meer dan eens liet hij zich na solo als eerste een top bereikt te hebben bewust inlopen door zijn achtervolgers voor het echte daalwerk begon.
- Aantal ritten: 23
- Totale afstand: 4656 km
- Gemiddelde snelheid: 33.229 km/u
- Aantal deelnemers: 110
- Aantal uitgevallen: 41

## Belgische en Nederlandse prestaties
In totaal namen er 10 Belgen en 10 Nederlanders deel aan de Tour van 1954.

### Belgische etappezeges
- Fred De Bruyne won de 8e etappe van Vannes naar Angers, de 13e etappe van Luchon naar Toulouse en de 22e etappe van Nancy naar Troyes.
- Stan Ockers won de 11e etappe van Bayonne naar Pau.

### Nederlandse etappezeges
- Wout Wagtmans won de 1e etappe van Amsterdam naar Brasschaat.
- Wim van Est won de 4e etappe deel B van Les Essarts naar Caen.
- Henk Faanhof won de 9e etappe van Angers naar Bordeaux.

## Etappe-overzicht
- 1e Etappe Amsterdam - Brasschaat: Wout Wagtmans (Ned)
- 2e Etappe Beveren - Rijsel (Lille): Louison Bobet (Fra)
- 3e Etappe Rijsel (Lille) - Rouen: Marcel Dussault (Fra)
- 4ae Etappe Rouen - Les Essarts - Rouen: Zwitserland
- 4be Etappe Les Essarts - Caen: Wim van Est (Ned)
- 5e Etappe Caen - Saint-Brieuc: Ferdi Kübler (Zwi)
- 6e Etappe Saint-Brieuc - Brest: Dominique Forlini (Fra)
- 7e Etappe Brest - Vannes: Jacques Vivier (Fra)
- 8e Etappe Vannes - Angers: Fred De Bruyne (Bel)
- 9e Etappe Angers - Bordeaux: Henk Faanhof (Ned)
- 10e Etappe Bordeaux - Bayonne: Gilbert Bauvin (Fra)
- 11e Etappe Bayonne - Pau: Stan Ockers (Bel)
- 12e Etappe Pau - Luchon: Gilbert Bauvin (Fra)
- 13e Etappe Luchon - Toulouse: Fred De Bruyne (Bel)
- 14e Etappe Toulouse - Millau: Ferdi Kübler (Zwi)
- 15e Etappe Millau - Le Puy: Dominique Forlini (Fra)
- 16e Etappe Le Puy - Lyon: Jean Forestier (Fra)
- 17e Etappe Lyon - Grenoble: Lucien Lazarides (Fra)
- 18e Etappe Grenoble - Briançon: Louison Bobet (Fra)
- 19e Etappe Briançon - Aix-les-Bains: Jean Dotto (Fra)
- 20e Etappe Aix-les-Bains - Besançon: Lucien Teisseire (Fra)
- 21ae Etappe Besançon - Nancy: François Mahé (Fra)
- 21be Etappe Épinal - Nancy: Louison Bobet (Fra)
- 22e Etappe Nancy - Troyes: Fred De Bruyne (Bel)
- 23e Etappe Troyes - Parijs: Robert Varnajo (Fra)

## In populaire cultuur
Van 1947 tot en met 1964 tekende de Belgische striptekenaar Marc Sleen een jaarlijks humoristisch verslag van alle ritten van de Ronde van Frankrijk in zijn stripreeks  De Ronde van Frankrijk. Ook de Tour van 1954 was hierbij.
 winnaars gele trui · 
 puntenklassement · 
 bergklassement · 
 jongerenklassement · 
 tussensprintklassement · 
 combinatieklassement · 
 ploegenklassement · 
 strijdlust · 
rode lantaarn
records · meeste deelnames · ranglijst etappewinnaars · bekende beklimmingen · valpartijen · dopinggevallen · Grand Départ · Souvenir Henri Desgrange
1903 · 
1904 · 
1905 · 
1906 · 
1907 · 
1908 · 
1909 · 
1910 · 
1911 · 
1912 · 
1913 · 
1914 ·
1915 ·
1916 ·
1917 ·
1918 · 
1919 · 
1920 · 
1921 · 
1922 · 
1923 · 
1924 · 
1925 · 
1926 · 
1927 · 
1928 · 
1929 · 
1930 · 
1931 · 
1932 · 
1933 · 
1934 · 
1935 · 
1936 · 
1937 · 
1938 · 
1939 · 
1940 ·
1941 ·
1942 ·
1943 ·
1944 ·
1945 ·
1946 ·
1947 · 
1948 · 
1949 · 
1950 · 
1951 · 
1952 · 
1953 · 
1954 · 
1955 · 
1956 · 
1957 · 
1958 · 
1959 · 
1960 · 
1961 · 
1962 · 
1963 · 
1964 · 
1965 · 
1966 · 
1967 · 
1968 · 
1969 · 
1970 · 
1971 · 
1972 · 
1973 · 
1974 · 
1975 · 
1976 · 
1977 · 
1978 · 
1979 · 
1980 · 
1981 · 
1982 · 
1983 · 
1984 · 
1985 · 
1986 · 
1987 · 
1988 · 
1989 · 
1990 · 
1991 · 
1992 · 
1993 · 
1994 · 
1995 · 
1996 · 
1997 · 
1998 · 
1999 · 
2000 · 
2001 · 
2002 · 
2003 · 
2004 · 
2005 · 
2006 · 
2007 · 
2008 · 
2009 · 
2010 · 
2011 · 
2012 · 
2013 · 
2014 · 
2015 · 
2016 · 
2017 · 
2018 · 
2019 ·
2020 · 
2021 · 
2022 · 
2023 · 
2024 · 
2025